# Dusun Baru Kubang
Dusun Baru Kubang is een bestuurslaag in het regentschap Kerinci van de provincie Jambi, Indonesië. Dusun Baru Kubang telt 476 inwoners (volkstelling 2010).